# Poggio Bracciolini
Pour les articles homonymes, voir Poggio et Bracciolini.

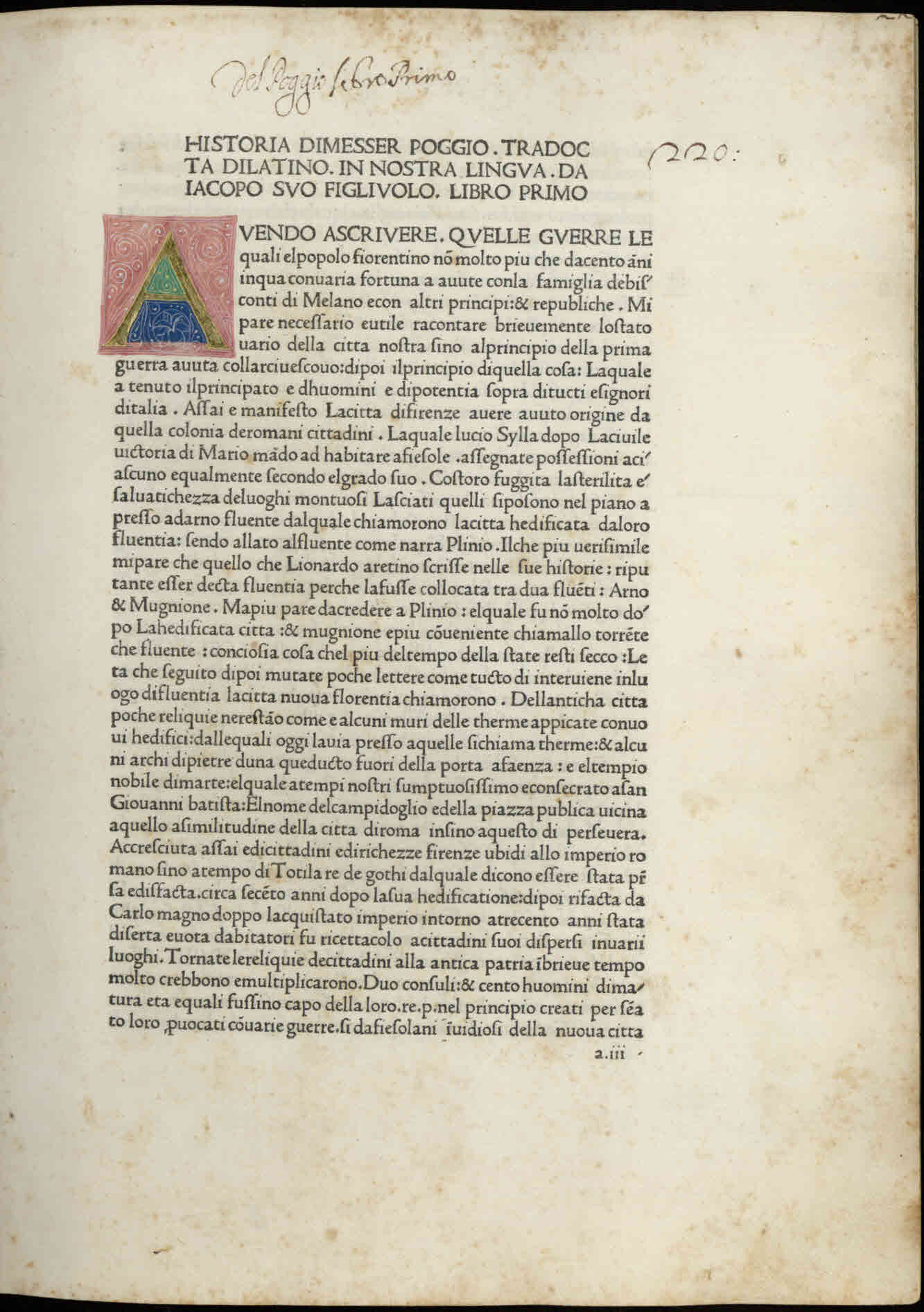
Historia Florentina, 1478

Gian Francesco Poggio Bracciolini ou Poggio Bracciolini, dit en français Le Pogge ou Le Pogge Florentin, né le 11 février 1380 à Terranuova et mort le 30 octobre 1459 à Florence, est un érudit, un écrivain, un philosophe, un antiquaire, un humaniste et un homme politique italien de la Renaissance. Il est chancelier de la république de Florence de 1453 à 1458.
Il fait partie du cercle des lettrés d'un précédent chancelier de la république de Florence, Coluccio Salutati, avec Leonardo Bruni et Niccolò Niccoli qui se réunissent pour discuter des œuvres de Pétrarque et de Boccace.

## Biographie
Poggio Bracciolini naît, à la fin du XIVe siècle, dans une petite commune de la province d'Arezzo en Toscane — sur le nom de laquelle est désormais accolé son patronyme Terranuova Bracciolini. Il est le fils de Guccio Bracciolini, apothicaire, et de Lacoba Frutti.
Le Pogge écrivait avec une rapidité exceptionnelle et avait développé une calligraphie appelée lettera antica, basée sur la minuscule caroline qu'il avait perfectionnée. Celle-ci était tellement belle et lisible qu'elle aurait par la suite servi de modèle à l'imprimeur vénitien Alde Manuce pour dessiner ses caractères latins. Grâce à ce talent exceptionnel, très prisé dans une culture du manuscrit, le jeune homme put payer ses études de notaire à Florence. Son diplôme obtenu, il attira l'attention du chancelier de la république de Florence, Coluccio Salutati, qui lui donna une lettre de recommandation auprès de la Curie romaine.
Arrivé à Rome vers la fin de 1403, Poggio entre comme simple clerc dans une administration papale qui comptait alors une centaine de scribes. Grâce à ses talents, il devient dès l'année suivante l'un des six secrétaires de la Curie, sous Boniface IX. Après le décès de ce dernier, il travaille pour son successeur Grégoire XII, puis passe au service de Jean XXIII en 1410. Lorsque celui-ci est contraint de convoquer un Concile afin de mettre fin au Grand schisme, Le Pogge l'accompagne à Constance, où ils arrivent en grande pompe le 28 octobre 1414. Les choses tournent mal cependant pour le pape, qui est confronté à une liste de soixante-dix accusations extrêmement graves, et est finalement déposé le 29 mai 1415. Le Pogge, qui a perdu son poste, voyage alors à Baden (Argovie), Cluny et Saint-Gall, à la recherche de manuscrits anciens.
En 1419, il accepte le poste de secrétaire du cardinal Henry Beaufort, qu'il accompagne à Winchester, avec l'espoir de trouver en Angleterre d'autres manuscrits anciens. Mais il est déçu et, après avoir passé là-bas presque quatre ans, il réussit à retrouver un poste de secrétaire au Vatican, sous Martin V, en 1422. En 1431, il devient le secrétaire particulier d'Eugène IV (1431–1447) puis de son successeur, Nicolas V (1447-1455). En 1453, alors âgé de 73 ans, Le Pogge accepte le poste honorifique de chancelier de la république de Florence, poste qu'il occupera durant cinq ans avant de démissionner. Il meurt en 1459.
Entretemps, il aurait eu une douzaine d'enfants de sa maîtresse Lucia Pannelli, avant d'épouser, en 1436, la jeune Vaggia de' Buondelmonti, fille du podestat Ghino di Manente, avec qui il a eu six enfants, dont l'humaniste Jacopo Bracciolini.

## Le découvreur de manuscrits
Passionné de littérature latine et très conscient des profits que pouvait apporter la découverte d'anciens manuscrits, Le Pogge avait profité de son séjour à Constance pour visiter le monastère de Saint-Gall. Les découvertes qu'il y avait faites le décidèrent à explorer de façon systématique les anciens monastères. Selon certains historiens, il se serait rendu, en janvier 1417, à l'abbaye de Fulda, dont la bibliothèque avait été enrichie par le grand  encyclopédiste médiéval Raban Maur. Parmi les manuscrits qu'il y découvre, se trouvent les Punica de Silius Italicus, un traité d'astronomie de Marcus Manilius et de longs fragments de l'historien Ammien Marcellin. La découverte majeure, toutefois, est le grand poème De rerum natura de Lucrèce, trouvaille à laquelle Stephen Greenblatt attribue un rôle décisif dans la diffusion  ultérieure de la philosophie d'Épicure et de ce qui serait son apport essentiel à la modernité : l'atomisme de Leucippe et de Démocrite.
Parmi les autres manuscrits anciens qu'il a mis au jour, se trouvent un codex contenant huit discours et traités de Cicéron dont le Brutus, découvert à l'abbaye de Cluny en 1415 et un traité sur les aqueducs (De aquaeductu urbis) de Frontin, à l'abbaye du mont Cassin. Lors d'une autre visite au monastère de Saint-Gall, il découvre le fameux traité de Quintilien, l'Institution oratoire, qu'il recopie de sa main en 54 jours. Il met également au jour des textes de Stace, de Columelle, du Satiricon de Pétrone, de Tacite et douze comédies de Plaute.
Dans cette quête des textes du monde antique — initiée par Pétrarque au siècle précédent — qui est l'une des caractéristiques majeures de l'histoire de la pensée de ce début de la Renaissance, Poggio Bracciolini apparaît comme l'un des grands découvreurs de manuscrits, ce qui lui donne aujourd'hui un statut historique et symbolique important.

## Controverses
Une controverse opposa Poggio Bracciolini à Guarino Veronese au sujet des mérites comparés de César et de Scipion l'Africain. Elle débute en 1435, lorsque, dans une lettre au Ferrarais Scipion Mainenti, Poggio exalte les mérites du vainqueur d'Hannibal. Outré, Guarino réplique dans une lettre à son fidèle disciple Leonello d'Este, qui est suivie d'une nouvelle lettre de Poggio, adressée à Francisco Barbaro : Defensio de praestentia Cesaris et Scipionis. L'enjeu de cette controverse s'inscrit dans le cadre des luttes politiques de l'Italie du Quattrocento, où la tentation de la tyrannie, associée à la guerre civile, préoccupe les esprits et nourrit les écrits.

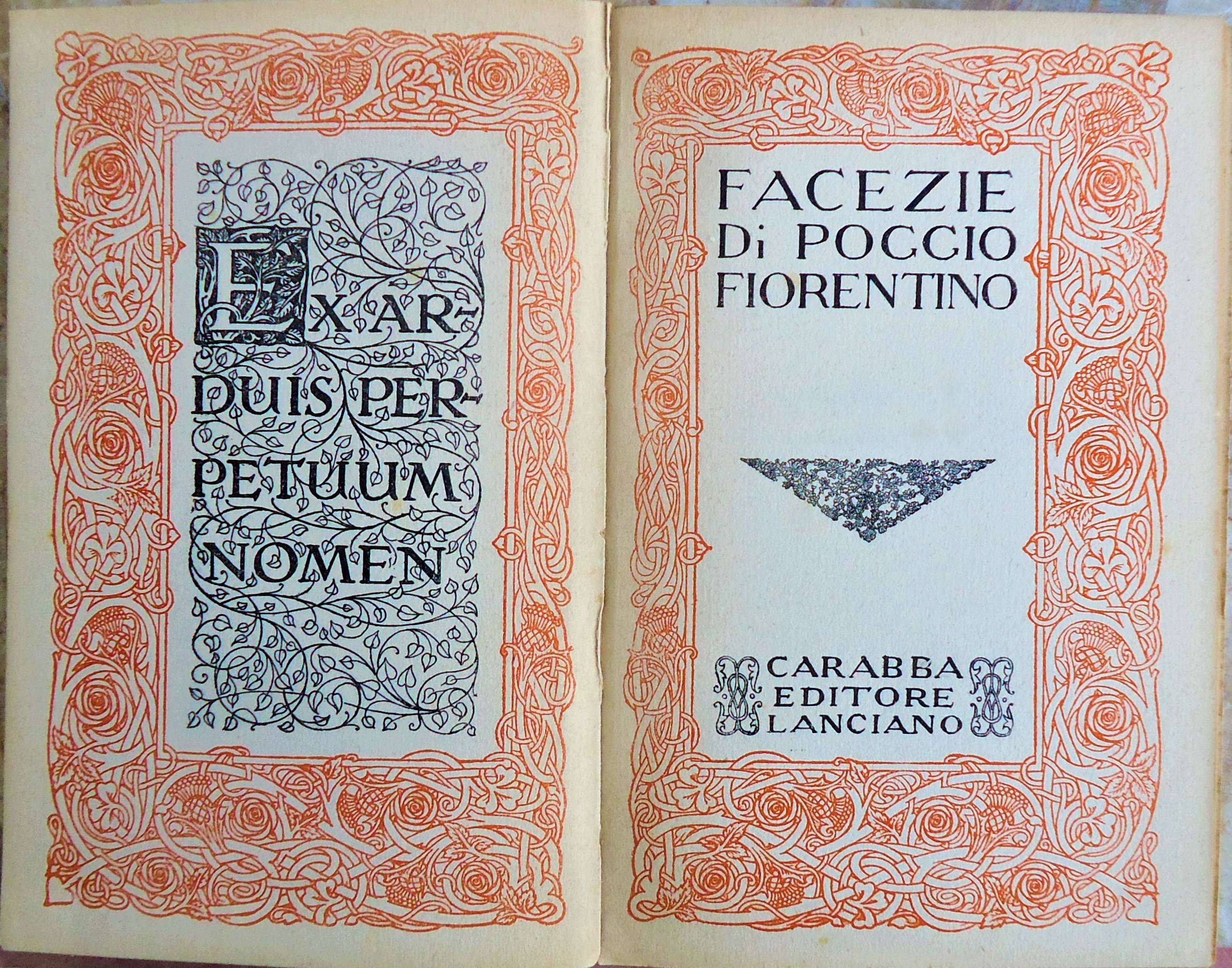
Poggio Bracciolini Fiorentino, Facezie, Carabba, 1911

Le Pogge se trouva aussi en conflit avec Lorenzo Valla, qui fut également recruté comme secrétaire apostolique du pape Nicolas V. Leur rivalité était si intense qu'elle conduisit à des échanges de pamphlets extrêmement durs, particulièrement de la part du Pogge, qui accusa Valla d'irréligion parce que celui-ci adhérait aux thèses épicuriennes de Lucrèce.

## Œuvres
En 1439, à la demande du pape, Le Pogge recueille le récit de voyage du marchand vénitien Nicolò de' Conti qui, de 1414 à 1439, sillonna l’Arabie et l’Océan Indien de Damas à Java, passa par Bagdad, le détroit d'Ormuz, Cambay, côte de Malabar, Ceylan, le Bengale, la Birmanie… Au retour — archipel de Socotra, côte éthiopienne, mer Rouge, Le Caire — Conti fut contraint, en terre d’islam, de renier sa foi pour sauver sa vie, celles de sa femme et de ses enfants. Dès son retour en Italie, il demanda le pardon du pape Eugène IV qui le lui accorda et lui imposa comme pénitence de raconter son périple à son secrétaire particulier.
Poggio Bracciolini a écrit des traités philosophiques et politiques, des dialogues (De avaritia, Contra hypocritas, etc.), des pamphlets (Invectivae), une collection de contes grivois (Facetiae) et une Histoire de Florence. Ses lettres sont d'une grande importance ; il y évoque par exemple les bains de Baden-Baden en 1416–1417, le monastère de Saint-Gall ou l'exécution de l'ami de Jan Hus, Jérôme de Prague, qui subit le même sort que le réformateur tchèque, un an plus tard, en mai 1416.
Une grande partie des œuvres du Pogge a été éditée au XVIIIe siècle par Jean Oliva.
- 1428-1429 : (la) De avaritia[10]
- 1436 : Un vieux doit-il se marier ? [« An Seni Sit uxor ducenda »] (trad. du latin et commenté par Véronique Bruez), Paris, éd. Les Belles Lettres, coll. « La Roue à livres » (no 34), janvier 1998, 176 p. (ISBN 2-251-33933-7, présentation en ligne)[10]
- 1440 : (la) De infelicitate principum[10]
- 1440 : (la) De nobilitate[10]
- 1438-1452 : Facéties [« Liber facetiarum »] (trad. du latin par Étienne Wolff), Paris, éd. Anatolia, 1994, 291 p. (ISBN 2-909848-10-8)[10]Traduction d'après la version de Pierre des Brandes (Garnier, Paris, 1900).
  - (fr + la) Facéties [« Confabulationes »] (texte latin, note philologique et notes de Stefano Pittaluga, traduction du latin et introduction d'Étienne Wolff), Paris, éd. Les Belles Lettres, coll. « Bibliothèque italienne » (no 15), janvier 2005, 93 (introduction) + 402 (ISBN 2-251-73016-8, présentation en ligne)
- 1447-1448 : Les ruines de Rome (De Varietate Fortunae, Liber I) [« De l'inconstance de la fortune, Livre I »] (trad. du latin par Jean-Yves Boriaud et M. Coarelli), Paris, éd. Les Belles Lettres, coll. « Classiques de l'humanisme » (no 9), 1999, 102 p. (ISBN 978-2-251-34449-2, présentation en ligne)[10]
- 1447-1448 : (fr + la) De l'Inde : Les voyages en Asie de Niccolo De'Conti (De Varietate Fortunae, Liber IV) [« De l'inconstance de la fortune, Livre IV »] (trad. du latin et commenté par Michèle Guéret-Laferté), Paris, éd. Brepols, coll. « Miroir du Moyen Âge », mars 2004, 204 p. (ISBN 978-2-50351300-3, présentation en ligne)
- 1448 : (la) Contra hypocritas[10]
- 1450 : (la) Historia disceptativa convivialis[10]
- 1453 : (la) Cinq invectives contre Lorenzo Valla[10]
- 1455 : (la) De miseria humanae conditionis[10]
- 1455 : (la) Historia Florentina[10]
- (la) Cyropedia[10]
- (la) Oratio in laudem legum[10]
- (it + la) Lettere (éd. critique et trad. du latin par Helene Harth), vol. 1 : Lettere a Niccolò Niccoli, Florence, éd. Leo S. Olschki, coll. « Istituto nazionale di studi sul Rinascimento - Carteggi umanistici » (no 1), 1984, 124 (intro.) + 256 (ISBN 978-88-222-3207-6)
  - (it + la) Lettere (éd. critique et trad. du latin par Helene Harth), vol. 2 : Epistolarum familiarium libri, Florence, éd. Leo S. Olschki, coll. « Istituto nazionale di studi sul Rinascimento - Carteggi umanistici » (no 2), 1984, 12 (intro.) + 478 (ISBN 978-88-222-3272-4)
  - (it + la) Lettere (éd. critique et trad. du latin par Helene Harth), vol. 3 : Epistolarum familiarium libri secundum volumen, Florence, éd. Leo S. Olschki, coll. « Istituto nazionale di studi sul Rinascimento - Carteggi umanistici » (no 3), 1987, 12 (intro.) + 580 (ISBN 978-88-222-3532-9)

Édition collective :
- (fr) Flavio Biondo, Leonardo Bruni, Le Pogge, Lorenzo Valla : Débats humanistes sur la langue parlée dans l'Antiquité (Texte établi et traduit par : Anne Raffarin), Paris, éd. Les Belles Lettres, coll. « Classiques de l'humanisme » (no 44), octobre 2015, 306 p. (ISBN 978-2-251-80130-8, présentation en ligne)Extrait pour Le Pogge : Propos de table III (1450).